# Ellerdorf
Ellerdorf település Németországban, Schleswig-Holstein tartományban. Lakosainak száma 479 fő (2023. december 31.). Ellerdorf Groß Vollstedt községgel határos.

## Népesség
A település népességének változása:
| Lakosok száma | 304  | 503  | 496  | 490  | 464  | 469  | 479  |
|               | 1975 | 2014 | 2017 | 2019 | 2021 | 2022 | 2023 |